# Kamienica Pod Trójcą Świętą w Krakowie
Kamienica Pod Trójcą Świętą – zabytkowa kamienica znajdująca się w Krakowie, w dzielnicy I przy ulicy Stolarskiej 13, na Starym Mieście.

## Historia
Kamienica została wzniesiona w XIII wieku. Pod koniec XIV wieku mieściła klasztor tercjarek dominikańskich oraz przytulisko dla ubogich wdów. W 1455 spłonęła, ale wkrótce została odbudowana z fundacji Katarzyny Michałowskiej. Po kasacie zakonu, w 1816, budynek został sprzedany. W 1819 przebudowano go gruntownie według projektu Szczepana Humberta. Kamienica spłonęła podczas wielkiego pożaru Krakowa w 1850. Została odbudowana jeszcze w tym samym roku. W 1863 została zakupiona przez Karola Budweisera. Nowy właściciel odrestaurował i ponownie gruntownie przebudował obiekt, nadając mu obecny kształt.
13 maja 1966 kamienica została wpisana do rejestru zabytków. Znajduje się także w gminnej ewidencji zabytków.

## Architektura
Kamienica Pod Trójcą Świętą jest budynkiem dwupiętrowym, jedenastoosiowym. W środkowej części fasady posiada biegnący przez trzy piętra wielki ryzalit. W szóstej, środkowej osi budynku, na wysokości parteru, znajduje się nisza, w której umieszczono figurę, przedstawiającą Trójcę Świętą. Bóg Ojciec zasiada na tronie, trzymając krucyfiks z ukrzyżowanym Chrystusem, ponad którym znajduje się gołębica symbolizująca Ducha Świętego. U stóp Boga znajduje się glob, będący symbolem wszechświata.